# John Kundla
John Albert Kundla (født 3. juli 1916 i Star Junction, USA, død 23. juli 2017) var amerikansk basketballspiller og basketballtræner.
I 1995 blev Kundla optaget i Naismith Memorial Basketball Hall of Fame.